# Lorryia parainflata
Lorryia parainflata är en spindeldjursart som först beskrevs av Momen och Lundqvist 1995.  Lorryia parainflata ingår i släktet Lorryia, och familjen Tydeidae. Arten är reproducerande i Sverige.